# Comuna Prîbujanî, Kameanka-Buzka
Prîbujanî (în ucraineană Прибужани) este o comună în raionul Kameanka-Buzka, regiunea Liov, Ucraina, formată din satele Haiok, Prîbujanî (reședința), Ruda și Ruda-Silețka.

## Demografie
Componența lingvistică a comunei Prîbujanî
     Ucraineană (99,42%)
     Alte limbi (0,5%)
Conform recensământului din 2001, majoritatea populației comunei Prîbujanî era vorbitoare de ucraineană (99,42%), existând în minoritate și vorbitori de alte limbi.